# 越南共和國總統
越南共和國總統（越南语：*/?）是越南共和國（南越）在1955年至1963年以及1967年至1975年期間的國家元首頭銜。
根據《越南共和國憲法》規定，總統由民主直接選舉產生。然而雖然如此，由於處於戰爭情況下，大多數總統被批評為獨裁者。
越南共和國憲法作出過重大修改。根據第一共和國時期的憲法，總統兼任「代理政府首腦」（quyền đứng đầu chính phủ，即總理）。根據第二共和國時期的憲法，總統依然有權力任命和罷免總理。

## 歷任總統
越南共和國歷史上曾經有過4任總統。
| 任 | 姓名   | 肖像 | 任期                          | 政黨               | 就職                                                        |
| -- | ------ | ---- | ----------------------------- | ------------------ | ----------------------------------------------------------- |
| 1  | 吳廷琰 |      | 1955年10月26日－1963年11月2日 | 人格主義勞動革命黨 | 1955年公投                                                  |
| 2  | 阮文紹 |      | 1967年9月1日－1975年4月21日   | 民主黨             | 1967年選舉                                                  |
| 3  | 陳文香 |      | 1975年4月21日－1975年4月28日  | 復興黨             | 阮文紹辭職後，根據憲法由副總統繼任                          |
| 4  | 楊文明 |      | 1975年4月28日－1975年4月30日  | 無                 | 由越南共和國上議院及下議院聯席會議通過委任 陳文香辭職後繼任 |

## 標誌

### 旗幟

越南共和國總統旗 (1955－1963) 旗上的銘文意思是「節直心虛」
越南共和國總統旗 （1964－1975）
越南共和國總統作為越南共和國軍最高統帥時所用的旗幟

### 印璽

吳廷琰總統之印 （1955－1957）
吳廷琰總統之印 （1955－1963）
阮文紹總統之印 （1967－1975）

### 講台徽章

1967－1975年間所用
楊文明總統所用